# إنجلش إلكتريك كانبيرا
إنجلش إلكتريك كانبيرا (بالإنجليزية: English Electric Canberra) هي قاذفة قنابل أنتجت في بريطانيا. من صناعة إنجلش إلكتريك. كانت تستخدم بشكل أساسي من قبل سلاح الجو الملكي. كان أول طيران لها في 13 مايو 1949. دخلت الخدمة في 25 مايو 1951، انتهت خدمتها في 23 يونيو 2006. صنع منها 901 طائرة.

## المستخدمون
- سلاح الجو الملكي
- القوات الجوية الهندية
- القوات الجوية الملكية الأسترالية